# Seminar für Ländliche Entwicklung
Das Seminar für Ländliche Entwicklung (SLE) ist eine Einrichtung der Lebenswissenschaftlichen Fakultät der Humboldt-Universität zu Berlin, die dem Albrecht Daniel Thaer-Institut für Agrar- und Gartenbauwissenschaften zugeordnet ist.
Das SLE wurde 1962 zum Zweck eines berufsbezogenen Postgraduiertenstudiengangs für die Entwicklungszusammenarbeit (EZ) gegründet und hat seitdem diverse Stationen durchlaufen. Der Studiengang heißt heute „Internationale Zusammenarbeit (IZ) für Nachhaltige Entwicklung“ und behandelt das gesamte diesbezügliche Themen- und Methodenfeld. Inzwischen hat das SLE strukturelle und organisatorische Veränderungen durchlaufen und weist heute vier etwa gleich gewichtige Arbeitsfelder auf:
- SLE Studium: Postgraduiertenstudium „Internationale Zusammenarbeit für Nachhaltige Entwicklung“ – seit 1962
- SLE Training: Trainingskurse für internationale Fach- und Führungskräfte – seit 2006[1]
- SLE Beratung: Beratung entwicklungspolitischer Organisationen und Universitäten – seit 2008[2]
- SLE Forschung: Anwendungsorientierte Forschung zu Themen der Internationalen Zusammenarbeit – seit 2013

## Geschichte und Finanzierung
Das SLE ist 1962 ein Jahr nach der Gründung des Bundesministeriums für wirtschaftliche Zusammenarbeit und Entwicklung (BMZ) als „Seminar für Landwirtschaftliche Entwicklung“ ins Leben gerufen worden. Es gehörte anfangs zum Fachbereich „Internationale Agrarentwicklung“ der Technischen Universität Berlin, um Diplom- und Staatsexamen-Absolventen für das Berufsfeld der internationalen Entwicklungszusammenarbeit auszubilden. Damit war es die erste offizielle Bildungseinrichtung für den Bereich der deutschen Entwicklungszusammenarbeit und war ausgerichtet auf tropische und subtropische Landwirtschaft. Die Leitung oblag Hans Wilbrandt, der zugleich Direktor des Instituts für ausländische Landwirtschaft der TU Berlin war.
In den folgenden Jahrzehnten richtet das SLE seine Lehrinhalte und -methoden immer wieder an den Leitlinien und den Debatten der internationalen Entwicklungszusammenarbeit neu aus, verbreiterte seine Ausrichtung und setzte früh auf Interdisziplinarität. Mit der Neuorganisation der Berliner Universitäten im Zuge der deutsch-deutschen Wiedervereinigung wurde das SLE im Oktober 1992 der Landwirtschaftlich-Gärtnerischen Fakultät der Humboldt-Universität zu Berlin zugeordnet und 1994 in „Seminar für Ländliche Entwicklung“ umbenannt. Bis dahin stand die Abkürzung SLE für „Seminar für Landwirtschaftliche Entwicklung“, was den Fokus auf agrarwirtschaftliche Themen widerspiegelte. „Diese Umbenennung sollte den breiteren Ansatz des SLE, der über landwirtschaftliche Themen hinausgeht, auch im Namen deutlich machen.“ Mit der Umbenennung wurde somit dem Umstand Rechnung getragen, dass zunehmend auch agrar-unabhängige Themen Eingang in die Lehre am SLE fanden. In der Folge wurde die Themenpalette fortlaufend angepasst, weswegen heute auch Land-Stadt-Beziehungen und städtische Entwicklungsthemen in den vier Arbeitsfeldern behandelt werden. 2003 zog das SLE dann von der Podbielskiallee in Berlin-Dahlem um in die Fischervilla in der Hessischen Straße in Berlin-Mitte. Im April 2014 wurde das SLE im Zuge der Fakultätsreform an der Humboldt-Universität gemeinsam mit dem Thaer-Instituts der Lebenswissenschaftlichen Fakultät angegliedert.
Die Ausweitung des SLE ist auch in seinem Finanzhaushalt SLE abzulesen. Im Jahr 2015 betrugen die Gesamtmittel des SLE 2,4 Mio. Euro, im Vergleich dazu waren es im Jahr 2009 rund 1,0 Mio. Euro. Die Grundfinanzierung für das SLE Studium teilen sich das BMZ (2015 mehr als 50 %), die Berliner Senatsverwaltung für Wirtschaft, Energie und Betriebe und die Humboldt-Universität. Sie stieg in den letzten Jahren nur leicht an. Die drei anderen Arbeitsfelder finanziert das SLE durch selbst eingeworbene Drittmittel. Im Jahr 2015 beliefen sich die Drittmittel auf rund 1,3 Mio. Euro – nahezu eine Verfünffachung im Vergleich zu 2012 (284.000 Euro).
| Direktoren des SLE | Direktoren des SLE     |
| ------------------ | ---------------------- |
| 1962–1964          | Hans Wilbrandt         |
| 1964–1970          | Peter von Blanckenburg |
| 1971–2003          | Bernd Schubert         |
| 2004–2011          | Carola Jacobi Sambou   |
| Seit 2012          | Susanne Neubert        |

## Aufgabenfelder und Entwicklung der Struktur
Seit 1992 gehört das SLE der Humboldt-Universität zu Berlin an und seit der Fakultätsreform von 2014 ist es eine Einrichtung der Lebenswissenschaftlichen Fakultät, die thematisch dem Albrecht Daniel Thaer-Institut für Agrar- und Gartenbauwissenschaften zugeordnet wird. Einzelne Professoren des Thaer-Instituts sind im Seminarrat des SLE vertreten, ebenso wie im Beirat des Seminars. Diesem gehören darüber hinaus auch Vertreter anderer Organisationen der deutschen IZ sowie Vertreter der Geldgeber des SLE an. Mit dem Thaer-Institut gibt es darüber hinaus auch eine enge Zusammenarbeit in den Forschungsprojekten, insbesondere mit den sozio-ökonomisch orientierten Lehrstühlen.
Die Zusammenarbeit erfolgt im Rahmen wissenschaftlicher Begleitforschung von Projekten entwicklungspolitischer Organisationen und durch die Beratung zu entwicklungspolitischen Fragen. Ferner wurden schon vor der Etablierung des Arbeitsfelds SLE Forschung und Auftragsstudien im Postgraduiertenstudiengang durchgeführt, die auch weiterhin ein zentraler Bestandteil des Programms sind. Heute werden zudem mehrjährige Forschungsprojekte zu Themen der ländlichen Entwicklung und angrenzender Gebiete durchgeführt. Finanzgeber der Forschungsprojekte sind Bundesministerien und Entwicklungsorganisationen. Das SLE ist somit zwar eine universitäre Organisation; aufgrund der Auftraggeber aus der entwicklungspolitischen Praxis ist das Seminar aber auch zur praktischen Anwendung von Forschungsergebnissen angehalten. Daher bildet neben der akademischen Forschung auch die Entwicklung von Systemen zum Wissensaustausch zwischen Forschung und Praxis einen wichtigen Teil der Arbeit des SLE. Dazu gehören u. a. Konzepte zur Überführung von Forschungsergebnissen in Politik und Praxis („Knowledge Exchange“ und „Knowledge Brokering“).
Die schrittweise thematische Ausweitung des SLE spiegelt sich auch in der Zusammensetzung der Teilnehmenden am Postgraduiertenstudium wider. Waren es zu Beginn vornehmlich Diplom-Agraringenieure, ist mittlerweile noch rund ein Drittel der jährlich 20 Teilnehmenden den Fachrichtungen der Agrarwissenschaften und der angewandten Geographie zuzuordnen. Obwohl in den letzten Jahren dieser Anteil wieder gestärkt wurde, da „grüne“ Themen in der IZ eine Renaissance erleben, stammen viele Teilnehmenden auch aus anderen Fachrichtungen, z. B. der Politikwissenschaft oder der Ökonomie. Damit reagierte das SLE auf das komplexer gewordener Anforderungsprofil in der IZ und die Herausforderung, die damit verbundenen Aufgaben verstärkt interdisziplinär zu betrachten.
Zu den Arbeitsfelder, die das SLE hat im Laufe der Jahre und insbesondere seit 2012 ausgebaut hat, gehören auch die Kurse im Bereich SLE Training sowie das Angebot von SLE Beratung. Das SLE verfolgt dabei das Ziel, sowohl im Rahmen der Trainingskurse auch als bei der universitären Curricularberatung ein kohärentes Programm anzubieten. Dabei richtet sich SLE Training vor allem an Fachkräfte im Bereich IZ aus Ländern des Globalen Südens. Entsprechend sind die Kooperationspartner von SLE Beratung wie die Eduardo Mondlane Universität in Mosambik, die Universidade Federal do Rio de Janeiro in Brasilien, die Universidad Autónoma de Manizales in Kolumbien und das Institut Polytechnique Rural in Mali Universitäten im Globalen Süden. Das SLE unterstützt diese Bildungseinrichtungen dabei, Studiengänge zu entwickeln, die Entwicklungszusammenarbeit thematisieren und diese mit methodischen Ansätzen sowie Erlangung wichtiger „soft skills“ kombinieren. Dadurch soll eine effektivere Zusammenarbeit durch besser aus- und fortgebildete Fachkräfte in Deutschland und in Ländern des Globalen Südens erreicht werden.
Mit der Ausweitung des SLE auf vier erweiterte Arbeitsfelder stieg auch die Größe des wissenschaftlichen Personalstabs an: von drei festen wissenschaftlichen Mitarbeitern (Stand 2012)  auf mehr als 20 wissenschaftlichen Mitarbeitern im Jahr 2015. Zudem decken externe, erfahrene Dozenten, Trainer und Teamleiter Teile der Lehre, der Forschung und Weiterbildung ab.

## Ansätze und Ziele
Das SLE versucht Wissenschaft und Praxis miteinander zu verbinden. Die dabei entwickelten Strategien sollen möglichst sozial inklusiv und ökologisch nachhaltig sein. Die Teams des SLE sind in der Regel interdisziplinär zusammengesetzt, was sowohl für die Forschungsprojekte, wie auch für die Teams in den Auslandsprojekten des Postgraduiertenstudiums gilt. Zudem wird ein Mehrebenenansatz verfolgt, bei dem die Strategien von der lokalen über die regionale bis hin zur nationalen und internationalen Ebene verankert werden.
Im Postgraduiertenstudium wechseln thematische, methodische und Kommunikationskurse ab. Zudem sollen neu erworbene Fähigkeiten auch unmittelbar praktisch angewendet werden. Hierzu gehört z. B. die Organisation der „Entwicklungspolitischen Diskussionstage (EPDT)“, die von den Teilnehmern gemeinsam mit der Heinrich-Böll-Stiftung seit 15 Jahren zu aktuellen entwicklungspolitischen Themen durchgeführt werden. Weiterhin bilden Auftragsstudien in Entwicklungs- und Transformationsländern einen zentralen Teil des Postgraduiertenstudiums. Diese werden im Auftrag nationaler und internationaler Organisationen der IZ wie beispielsweise der Deutschen Gesellschaft für Internationale Zusammenarbeit, der KfW-Entwicklungsbank, der Ernährungs- und Landwirtschaftsorganisation der Vereinten Nationen oder Nichtregierungsorganisationen in Auftrag gegeben. In den letzten Jahren (Stand: 2016) wurden auch Studien durchgeführt, die von der Forschungsseite finanziert wurden, z. B. im Rahmen BMBF-finanzierter Verbundprojekte.

## Publikationen und Veranstaltungen
Seit 1972 hat das SLE eine eigene Studienreihe. Die darin publizierten empirischen Analysen sind zumeist das Ergebnis der mehr als 150 Auslandsprojekte aus dem Arbeitsfeld SLE Studium. Zudem gibt das SLE seit 2012 wissenschaftliche Analysen und Studien zu generellen Entwicklungsthemen in der Entwicklungspolitischen Themenreihe heraus sowie seit 2016 eine Discussion Paper-Reihe. Diese dient der schnellen Verbreitung erster Ergebnisse aus laufenden Forschungsprojekten aus dem Arbeitsfeld SLE Forschung. Seit 2013 erscheinen die vierseitigen SLE-Briefing Paper zu aktuellen, diskursiven Themen der Entwicklungspolitik. Darin werden unter anderem die Themen der entwicklungspolitischen Diskussionstage (EPDT) beleuchtet. Zu guter Letzt erstellt das SLE einen Jahresbericht und verschickt den jährlichen Rundbrief an die mehr als 900 Alumni.

## Netzwerk
Neben den informellen Netzwerken, die SLE-Absolventen bilden, besteht  auch im Rahmen des Vereins „Freunde und Förderer des SLE“ ein formelles Ehemaligen-Netzwerk, welches entwicklungspolitische Veranstaltungen durchführt. Die Gutachterin Hannelore Börgel ist Vorsitzende des Vereins.